# Adoption whāngai
L'adoption Whāngai, souvent appelée simplement whāngai (littéralement « nourrir »), est une méthode traditionnelle d'adoption en usage dans le peuple maori de Nouvelle-Zélande.

## Description
Le whāngai est un processus communautaire plutôt qu'un processus juridique et implique généralement qu'un enfant soit élevé par un proche parent, soit parce que ses parents sont décédés, soit parce qu'ils ne sont pas en mesure de s'occuper de l'enfant. Le parent adoptif est appelé matua whāngai et l'enfant est appelé tamaiti whāngai. L'enfant connaît à la fois ses parents biologiques et whāngai, et la communauté locale et le whānau élargi sont généralement étroitement impliqués dans la décision d'adopter et dans l'aide au développement de l'enfant. Le whāngai peut être temporaire ou permanent.
Le système whāngai a été élaboré avant l'élaboration des règles juridiques actuelles de la Nouvelle-Zélande en matière d'adoption et de placement familial et fonctionne parallèlement à celles-ci, mais il est reconnu par la loi néo-zélandaise. Il ne suit pas les restrictions de la loi sur l'adoption de 1955, par exemple, qui soutenait l'idée d'une rupture complète entre la famille biologique et la famille adoptive. Le système whāngai est toujours utilisé dans les communautés maories plus traditionnelles. La loi Te Ture Whenua Māori de 1993 a fourni une base juridique plus solide à cette pratique, notamment en ce qui concerne le droit de succession, et a formalisé le whāngai en tant que tikanga Māori (pratique coutumière maorie). Il existe encore certaines restrictions dans la loi concernant les droits des enfants whāngai qui diffèrent de ceux des enfants légalement adoptés. Par exemple, un enfant issu d'une adoption whāngai ne peut pas contester un testament en vertu de la loi sur la protection de la famille. 
Plusieurs Maoris célèbres ont été élevés comme tamaiti whāngai, parmi eux le chanteur d'opéra Inia Te Wiata, le comédien Billy T. James (en), le haut fonctionnaire Wira Gardiner (en), la joueuse de netball Joline Henry, et l'ancien gouverneur général de Nouvelle-Zélande Jerry Mateparae. 
Le documentaire Sharing the Love de Rochelle Umaga, sorti en 2018, explore les whāngai de la Nouvelle-Zélande moderne. 